# یواس‌ال‌اچ‌تی وارینگتون
یواس‌ال‌اچ‌تی وارینگتون (به انگلیسی: USLHT Warrington) یک کشتی بود که طول آن 260' (79.3 m) بود. این کشتی در سال ۱۸۶۸ ساخته شد.